# 羅日涅維波利亞
48°31′28″N 25°22′48″E / 48.52444°N 25.38000°E
羅日涅維波利亞（烏克蘭語：Рожневі Поля），是烏克蘭西部的村莊，隸屬伊萬諾-弗蘭科夫斯克州的科洛梅亞區。該村始建於1927年，面積26.4平方公里，2001年人口424，人口密度每平方公里16.1人。